# Renato Repuyan
Renato Repuyan (22 de octubre de 1944) es un deportista filipino que compitió en judo. Ganó una medalla de bronce en el Campeonato Asiático de Judo de 1974 en la categoría de –63 kg.

## Palmarés internacional
| Campeonato Asiático | Campeonato Asiático  | Campeonato Asiático | Campeonato Asiático |
| Año                 | Lugar                | Medalla             | Categoría           |
| ------------------- | -------------------- | ------------------- | ------------------- |
| 1974                | Seúl (Corea del Sur) | Medalla de bronce   | –63 kg              |